# Jonny Jakobsen
Dr. Bombay, Dr. MacDoo lub Carlito, właśc. Jonny Jakobsen (ur. 17 listopada 1963 w Malmö) – szwedzki piosenkarz.

## Opis
Jonny Jakobsen – szwedzki piosenkarz urodzony w Malmö w Szwecji i mieszkający w Danii. Jakobsen płynnie porozumiewa się zarówno w języku duńskim, jak i szwedzkim. Na początku swojej kariery tworzył muzykę Country, lecz popularność przyniosła mu postać Dra. Bombay, w gatunku Bubblegum Pop.
W swoich piosenkach tworzy trzy postacie:

### Dr. Bombay
Indyjski taksówkarz, zaklinacz węży, kucharz, gracz sitaru i zapalony fan wyścigów na słoniach. To ta postać przyniosła mu sławę w 1998. Na 20-lecie Dra. Bombay, w 2018 r. wypuścił singiel "Stockholm fo Bombay", który zadedykował wszystkim osobom goniącymi za swoimi marzeniami.
Zazwyczaj jest pokazany w tradycyjnym Indyjskim ubraniu, takim jak kurta lub pagri, wraz z czarnymi okularami przeciwsłonecznymi, które są charakterystyczną cechą wszystkich jego postaci.
W swoich piosenkach skupia się na przedstawieniu swojej pracy, jak i swoich hobby.

### Dr. MacDoo
Szkocki góral, tancerz, biznesmen i dudziarz. Zadebiutował w 2000 r. swoim albumem "Under the Kilt".
Jest pokazany w tradycyjnym Szkockim ubraniu, jakim jest kilt, z tweedowym pasem na klatce piersiowej i tweedowym nakryciem głowy. Tak jak inne postacie, nosi on czarne okulary przeciwsłoneczne.
W swojej muzyce skupia się na swojej rodzinie i różnych sposobach na jakie próbował zarobić pieniądze.

### Carlito
Carlito zadebiutował w 2005 r. swoim singlem "¿Who's that boy?", a później w 2006 r. wydał album "Fiesta", w 2007 r. wydał album "World Wild". Jest to jedyna postać Jakobsena, która dostała dwie płyty z nowymi piosenkami.
Gdy o zawodzie Carlito nie jest nic powiedziane, jego życie osobiste jest najbardziej rozbudowane. Żyje od w nieokreślonym miejscu w Meksyku, gdzie jest rozpoznawany jako pewnego rodzaju bohater. Carlito ma osobowość imprezowicza i bardzo źle się czuje w dni robocze, kiedy nie może zorganizować imprezy. Carlito zakochuje się w praktycznie każdej kobiecie, która obok niego przechodzi, niezależnie od jej osobowości, wagi czy wzrostu, lecz pomimo tego pozostaje wierny swojej Carlicie. Pomimo dużej rodziny w Meksyku, na późnym etapie życia, dowiedział się o dużej ilości kuzynostwa we Władywostoku, i postanowił ich odwiedzić. Carlito bardzo lubi podróżować, i odwiedził m.in.: Rosję, Japonię, Egipt, Jamajkę i Rio de Janeiro.
Jest on przedstawiany w stereotypowym stroju Meksykańskiego mariachi, i czarnych okularach przeciwsłonecznych.

### Johnny Moonshine
O tej postaci Jakobsena jest najmniej wiadomo, jako iż jest ona najmniej znana.
Johnny Moonshine zadebiutował w 1995 r. na albumie "Johnny Moonshine and the Troubled Water Band".
Jest on pokazany w czarnym skórzanym ubraniu z białą gitarą elektryczną. Jest to jedyna postać Jonnego Jakobsena, która nie nosi czarnych okularów przeciwsłonecznych.

## Historia
Jonny Jakobsen urodził się w Malmö w Szwecji 17 listopada 1963 r. Jego ojcem jest Ejner Jakobsen, a jego matka, która zamarła w 1992/1993 jest nieznana publicznie. On z siostrą bliźniaczką Susanne są najmłodszymi z pięciorga rodzeństwa. Przed jego karierą muzyczną był taksówkarzem w Kopenhadze.
W 1995 r. rozpoczął swoją karierę muzyczną jako Johnny Moonshine wydając album "Johnny Moonshine and the Troubled Water Band".
Po porażce Johnny’ego Moonshine’a Jakobsen zaczął szukać bardziej "denerwującego" dźwięku, i w ten sposób wpadł na pomysł Eurodance’u. W połowie lat 90. XX w. zaczął się stawać popularnym pomimo kontrowersyjnej postaci Dr. Bombaya. W 1998 r. zaczął karierę jako dr. MacDoo, a na przełomie XX i XXI w. jako Carlito.
W nie określonym czasie grał z zespołem "The Rednex".

## Dyskografia

### Albumy
- Rice & Curry (1998, jako Dr. Bombay)[2]
- Under the Kilt (2000, jako Dr. MacDoo)
- Fiesta (2006, jako Carlito)
- World Wild (2007, jako Carlito)
- The Hits (2007, jako Dr. Bombay i Dr. MacDoo)

### Single
- Calcutta (Taxi, Taxi, Taxi)
- Rice & Curry
- Indy dancing
- S.O.S.
- Girlie Girlie
- Stockholm to Bombay
- ¿Who's that boy?